# Пътна мрежа
Пътна мрежа – съвкупност от пътищата в определен регион.
Републиканска пътна мрежа – съвкупност от пътищата /магистрали, първокласни пътища, второкласни пътища и третокласни пътища/ в национален мащаб.